# Orgelpfeife (Heraldik)

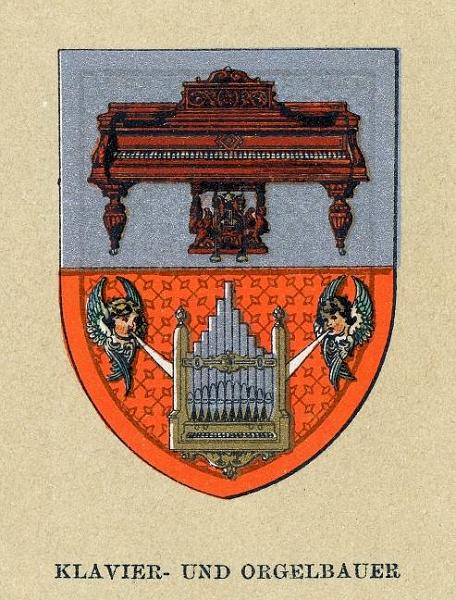
Gewerbewappen Klavier- und Orgelbauer

Die Orgelpfeife ist in der Heraldik eine, allerdings wenig verwendete, Wappenfigur. Sie findet sich vorwiegend auf Gemeinde- und Gewerbewappen.
Die Pfeifen, eigentlich nur Labialpfeifen, stehen stellvertretend für das große Instrument Orgel, das so gut wie nicht im Wappen erscheint. Wappen auf einer Orgel kommen schon häufiger vor.
Dargestellt im Wappenschild oder Feld werden mehrere dichtstehende Pfeifen, wie im Original,  mit unterschiedlicher Größe und vorrangig in Gold oder Silber tingiert. Meist werden drei oder fünf Pfeifen gewählt. Das Fußloch ist in der Regel zum Schildfuß gerichtet. 
Orgelpfeifen im Wappen können unterschiedliche Bedeutung haben. Sie beziehen sich beispielsweise als Attribut der hl. Cäcilia auf die Kirchenpatronin (Saffig, Santa Cilia), verweisen auf eine berühmte Orgel (Ponitz, Mulda/Sa.) oder eine im Ort ansässige Orgelbauerfamilie (Sulzbach, Bittelbronn) oder dienen als redendes Wappen (Organyà). Ansfelden erinnert damit an den berühmtesten Sohn der Stadt, den Komponisten und Organisten Anton Bruckner.

## Beispiele von Gemeindewappen

Ansfelden
Bedheim
Bonerath
Crostau
Karow (Jerichower Land)
Mulda/Sachsen
Ponitz
Saffig
Sulzbach (Hunsrück)